# I Leoni
I Leoni foi um grupo italiano de rock progressivo ativo durante a década de 1970.

## História
Grupo pouco conhecido, I Leoni, de Tortona, tiveram uma breve carreira que deixou dois singles e um álbum, todos raros, produzidos entre 1970 e 1971.
Eram um trio guiado pelo tecladista e cantor Carlo Riccardi e todas as composições são de outro Riccardi, Enrico, que não fazia parte do grupo e que mais tarde se tornou um importante produtor de artistas como Patty Bravo e Loredana Bertè.
Majoritariamente melódico, o álbum progressivo, composto de dez músicas, contém boas partes instrumentais, como a hipnótica Lo stregone, com órgão, percussão e uma voz em latim, no estilo Antonius Rex, além de interessantes arranjos progressivos como in Jena ridens ou a música final Il tramonto.
Pouco depois da saída do álbum e do segundo 45 rotações o grupo ampliou a própria formação com o ingresso do guitarrista Paolo Stella e uma boa atividade concertística até a dissolução da banda ocorrida no início de 1973.

## Formação
- Carlo Riccardi (teclados, voz)
- Giorgio Borgarelli (baixo, guitarra, voz)
- Pierluigi Bertolini (bateria)

## Discografia

### LP
- 1971 - La foresta (Ricordi, SMRL 6081)

### CD
- 2003 - La foresta (BMG, 82876-54406-2)